# Pranab Mukherjee
Pranab Mukherjee (født 11. december 1935, død 31. august 2020) var en indisk jurist, politiker, der var Indiens 13. præsident fra 2012 til 2017.

## Biografi
Mukherjee blev i 1969 indvalgt i Rajya Sabha, overhuset i Indiens nationalforsamling, hvor han blev genvalgt i 1975, 1981, 1993 og 1999. I 2004 blev han valgt til underhuset, Lok Sabha. Fra 1982 til 1984 var han finansminister, fra 1995 til 1996 udenrigsminister, fra 2004 til 2006 forsvarsminister og fra 2006 til 2009 udenrigsminister. Fra 2009 til 2012 var han finansminister i Manmohan Singhs regering. Mukherjee blev i 2012 nomineret til Indiens præsidentembede og forlod derfor finansministerposten. I valget mødte han oppositionskandidaten P. A. Sangma. Mukherjee vandt valget og efterfulgte 25. juli 2012 Pratibha Patil i præsidentembedet. Efter præsidentvalget i 2017 afløstes han af Ram Nath Kovind.